# Rued Langgaard
Pour les articles homonymes, voir Langgaard.
Œuvres principales
- Insektarium (pour piano, 1917)
- L’Harmonie des sphères (1918)
- Antikrist (opéra, 1923)

Rued Langgaard (en danois [ʁyð̪ ˈlɑŋɡ̊åɐ̯]), né Rud Immanuel Langgaard le 28 juillet 1893 à Copenhague (Danemark) et mort le 10 juillet 1952 à Ribe (Danemark), est un compositeur, organiste et chef d'orchestre danois. En 1932, Langgaard modifie « Rud » qui devient « Rued » pour éviter que le public ne croie que Rud est le diminutif de Rudolf. 
N'appartenant à aucune école, Rued Langgaard est un personnage étrange et son œuvre l'est aussi. Solitaire et idéaliste, il est en décalage avec son temps. Dans sa jeunesse il a composé avec un demi-siècle d'avance et dans sa maturité avec cinquante ou soixante-quinze ans de retard, ce qui lui a valu d'être mis à l'écart par le milieu musical et artistique de son pays. 
Si son style est plein d'anachronismes, l'œuvre est pleine de bizarreries et d’imprévisibilité ; ce qui rend la musique de Langgaard déroutante, car elle met à mal l'évolution de la musique du XXe siècle : il va en effet du pastiche romantique impersonnel, au modernisme expressif et annonce par certains côtés « l'avant-garde des années 1960, le collage des années 1970 et même des phénomènes ultérieurs comme le minimalisme et la musique New Age. » Après avoir découvert sa musique – sa sublime Harmonie des sphères en 1968 –, György Ligeti affirma qu'il était un « épigone de Langgaard ». Ce qui ne manque pas d'interroger et incite à tendre l'oreille. 
Marqué par le symbolisme – déjà cultivé par son père –, pour Langgaard, homme tourmenté et hypersensible, « la musique est avant tout moyen d'accéder à un royaume dissimulé sous le voile des apparences ». On trouve chez Rued Langgaard de nombreuses connexions avec des musiciens aussi dissemblables que Scriabine (1871-1915), Messiaen (1908-1992) ou Arvo Pärt (1935), chez lesquels à l'instar de Langgaard, chaque œuvre musicale est en soi un programme religieux. 
Seule une moitié de ses œuvres fut jouée de son vivant et le plus souvent jamais rejouée par la suite ; il fallut attendre 1968 pour que soit donnée L’Harmonie des Sphères (créée en 1922), et ainsi lancé un retour en grâce.

## Biographie
Rued Langgaard naît dans une famille musicienne. Fils unique de Siegfried Langgaard (1852–1914), qui jouit d'une bonne réputation en tant que professeur de piano au conservatoire, élève de Liszt, membre de l'Orchestre royal, compositeur et philosophe (de la musique) dans une ligne théosophique. Sa mère, Emma Foss (1861–1926), est également pianiste. Il s'initie dès cinq ans au piano avec ses parents. À sept ans, il joue les Davidsbündlertänze de Robert Schumann et les Mazurkas de Chopin. Ses premières pièces pour piano datent de 1901. Outre la musique, il est doué aussi pour la peinture, le dessin et la littérature, écrivant de petites histoires.

### Formation
Il prend ensuite des leçons de violon avec un musicien de l'Orchestre royal, Chr. Petersen, mais surtout, dès ses dix ans, des cours d'orgue avec Gustav Helsted, l'organiste de la Jesuskirken de Valby, à Copenhague, et commence l'étude sérieuse de la composition. Il reçoit de son père ses conseils en écriture, mais restera autodidacte pour l'essentiel en la matière. Il étudie la théorie de la musique avec C. F. E. Horneman à l'Académie de musique, puis avec Vilhelm Rosenberg et pendant un mois, prend quelques leçons de contrepoint avec Carl Nielsen.
En 1905, il se produit à l'orgue de la Frederikskirken de Copenhague pour la première fois, dans une improvisation, l'interprétation d'une passacaille de Frescobaldi et une pièce de Guilmant. Dans le public se trouvait Edvard Grieg. 

### Débuts, 1910
En 1910 est jouée sa première œuvre pour chœur et orchestre, Musae triumphantes, mais la critique est négative ou sceptique, ce qui donne le ton de ce que sera le reste de la carrière du compositeur, le public se montrant surtout indifférent. En 1912, il est nommé assistant organiste à la Frederikskirken. Malgré ses talents et de nombreux essais pour postuler à d'autres emplois les années suivantes, Langgaard n'en obtiendra aucun. 
Première symphonie
En 1911, à dix-sept ans, il termine sa première symphonie d'une durée importante d'une heure et dont les premières esquisses remontent à l'été 1908. Constatant qu'il est impossible de jouer l'œuvre au Danemark, les parents de Langgaard prennent des contacts lors de plusieurs séjours à Berlin, auprès de Arthur Nikisch et Max Fiedler. La symphonie est finalement créée le 10 avril 1913 par l'Orchestre philharmonique de Berlin sous la direction de Fiedler, au sein d'un concert entièrement consacré au jeune compositeur. Sphinx (1909-13) et Preludio patetico (1913) pour orgue y sont joués avant la symphonie. La critique est élogieuse, mais la guerre empêche l'artiste de capitaliser sur ce premier succès allemand. Malgré ses talents précoces et indéniables, Langgaard ne sera jamais reconnu de son vivant comme un compositeur majeur de son pays — contrairement à son aîné et compatriote Carl Nielsen. 
L'œuvre est construite sur un schéma à programme en cinq mouvements issus de la Pastorale de Beethoven et de la Fantastique de Berlioz. Le Finale est terminé dès 1909 et prendra le titre définitif de Mountain Ascent seulement dans les années 1940. Le deuxième mouvement, Fleurs des montagnes provient à l'origine d'un morceau pour trio avec piano et le troisième mouvement, Légende, d'une pièce d'orchestre indépendante. Contrairement aux autres œuvres, cette symphonie n'a jamais été retouchée postérieurement. 
Des partitions de Langgaard sont publiées à Copenhague, en partie grâce au soutien financier du père de Rued, chez l'éditeur Wilhelm Hansen – qui publie les grands compositeurs du pays : Gade, Hartmann et Nielsen.
Durant l'été 1913, lors d'un séjour à Kullen ou Kullaberg, dans la province de Blekinge au sud-est de la Suède, il tombe amoureux de Dora. Il passe dès 1898, vingt-six de ses vacances d'été dans cette petite ville, et s'en inspire pour certaines de ses œuvres (Symphonie no 1). L'année suivante, Siegfried Langgaard, son père, meurt. Il se produit pour la première fois à la tête d'un orchestre pour y diriger une de ses œuvres à Copenhague. En 1915, il est en proie à une crise mentale qui l'oblige à séjourner dans un sanatorium à Tyringe. 
Les œuvres de l'époque comme la Sinfonia interna (1915-16), la Sfærernes Musik [L'Harmonie des sphères] (1916-18), pour soprano, chœurs et deux orchestres, une œuvre majeure, ou la Sixième Symphonie (1919-20), sont presque toutes privées de représentation. En revanche le public allemand ou autrichien est plus réceptif. Notamment à Karlsruhe où, au début des années 1920, sont créées ces deux œuvres. Mais là aussi, les concerts sont vite oubliés. 
Le rêve, Sinfonia interna
Cette « symphonie » est un projet qui occupe Langgaard pendant trente ans. De 1915 à 1944, il transforme l'œuvre, la remanie, en bouleverse les éléments – nous n'en possédons pas la version originale qui est perdue. À l'origine, il s'agit de sa Quatrième symphonie, conçue pour la scène, une sorte de drame religieux. En 1923, il ajoute un mouvement intitulé L’Étoile de l'Est, encore modifié en 1927. En 1937, il recompose l’Angelus, auquel en 1944, il ajoute une introduction. L'année suivante, il remanie le mouvement intitulé L'Ile de lumière et la symphonie prend son nom définitif : Le rêve (Sinfonia interna).
Sfærernes Musik
Le musicologue Bendt Viinholt Nielsen considère l'œuvre comme « une des compositions danoises les plus originales de la première moitié de ce siècle ». Elle est composée dans les années 1916 à 1918, publiée et jouée deux fois en Allemagne en 1921 et 1922, sous la direction du compositeur. L'effectif est important et comprend orchestre, soprano, chœur, orgue, piano ouvert (le pianiste accède aux cordes pour jouer des glissandos) et une partie de l'orchestre éloigné, élargissent la perspective spatiale. Malgré tout, le ton est tout en douceur. Il disait lui-même à son propos :

« Dans L’Harmonie des sphères, j’ai complètement abandonné tout ce qu’on entend par thèmes, cohérence, forme et continuité. C’est une musique que voilent les brumes noires et impénétrables de la mort. »

— Rued Langgaard
Le compositeur a placé un texte énigmatique en épigraphe : « La musique céleste et terrestre d’accords incandescents que joue la vie avec des griffes de bête prédatrice – une couronne d’iris ceignant son visage de marbre qui arbore un sourire stéréotypé – bien que vivant –, démoniaque et semblable au lis. » L'œuvre s'achève sur un cluster de neuf notes.

### Antikrist, 1923
En 1923, après deux ans de travail, il termine son opéra Antichrist, destiné au Théâtre royal (Der Kongelige Teater). Le livret, considéré comme « inapproprié », sera rejeté ; tout comme la version révisée de 1926–1930. Le compositeur a retravaillé le texte, supprimé des parties et ajouté de nouvelles pages à sa partition, dont beaucoup avec un titre évocateur. Néanmoins, seul le prologue fut joué. 
Dans sa présentation de l'unique opéra du compositeur, le musicologue Bendt Viinholt Nielsen synthétise de deux phrases le sujet de l'œuvre de Langgaard : « L’Antéchrist, est un opéra philosophique et religieux qui traite du déclin et de la ruine de la civilisation européenne : plus généralement, il représente une critique de la mentalité et du style de vie modernes. C'est une prophétie de l'anéantissement et un avertissement contre l'égoïsme, l’arrogance et l'absence de valeurs spirituelles. » Langgaard lui-même résumait dans une interview qu'« Antichrist symbolise certaines des questions les plus profondes de notre temps. » La partition porte un sous-titre : Opéra d'Église et Scènes du Jugement Dernier. « Église » au sens de religieux et non pas au sens du lieu de culte. 
Langgaard est l'auteur du livret, mais ses inspirations sont : Antikrist, poème dramatique de P.E. Benzon, ouvrage paru en 1907 ; Le Livre du Jugement dernier [Dommedags Bog] d'Ernesto Dalgas légèrement antérieur, 1903, ainsi qu'un recueil de poèmes de Tagore, Gitanjali, dont la traduction en danois parut en 1913. Il emprunte aussi à la Bible, notamment au Cantique des Cantiques, et aux Épîtres de Jean, Matthieu, ch. 24 et bien sûr à l'Apocalypse de Jean, ch. 13. 
Le sujet comme la musique de l'opéra connaissent plusieurs métamorphoses dans des œuvres conformes au format du concert. En 1944, il propose Afgrundsfyrsten [Prince de la fosse], tente de nouveau de faire représenter ses visions apocalyptiques au Théâtre royal, mais se heurte au même refus. 
En 1927, Langgaard épouse Constance Tetens (Valborg Constance Olivia Tetens), rencontrée quatre ans plus tôt. L'année suivante, il dirige sa première symphonie, jouée à Copenhague pour la première fois. La critique n'y voit que l'influence de Tchaïkovski et Wagner et la traite de vieillerie. 
En 1930, sa Quatrième symphonie est donnée à la radio dans le cadre d'une série d'exécutions consacrée aux compositeurs danois contemporains, sous la direction de Launy Grøndahl (1886–1960). Les années suivantes, Langgaard sera joué exclusivement grâce à la radio. 
À partir de 1935, il compose une immense œuvre pour orgue, Messis, articulée en trois parties et un postlude, le tout d'une durée approchant les deux heures. Il en révisa encore la partition durant les deux dernières années de sa vie.

### Ribe, 1940

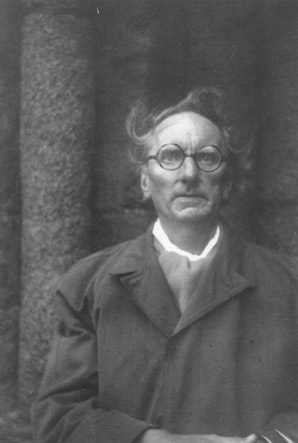
Rued Langgaard en août 1951, devant la cathédrale de Ribe.

En 1940, à l'âge de 46 ans, il décroche enfin un poste d'organiste permanent et devient cantor de la cathédrale de Ribe, petite ville de province du sud Jutland, à l'ouest du pays, où il s'installe avec sa femme Constance. Il y est bientôt considéré comme un excentrique, habillé de pantalons trop courts, ayant les cheveux longs sous un chapeau à large bord. Cette apparence explique en partie son incapacité chronique à se vendre et surtout à produire sa musique. L'autre raison, outre qu'« il était la proie de phobies et souffrait d'introversion », plus profonde, étant qu'il était un artiste intransigeant, refusant l'esprit l'anti-romantique qui prévaut entre les deux guerres au Danemark ; et à Ribe, il refusait toute ingérence dans son travail musical, ce qui ne manqua pas de créer des conflits. Langgaard avait une conception religieuse idéaliste et noble de l’artiste, étrangère à la mentalité danoise, plutôt réaliste. 
À Ribe — dans une situation on ne peut plus éloignée du centre musical de la capitale —, après une période peu productive et se sentant inutile sur le plan artistique, il se remet à composer avec intensité. Ses huit dernières symphonies sont écrites dans cette ville. 
Il meurt à l'hôpital de Ribe dans la nuit du 9 au 10 juillet 1952, des suites d'une maladie. 
L'œuvre de Rued Langgaard est virtuellement oubliée jusqu'à la fin des années 1960. Sa Musique des sphères (1918), fut redonnée en 1968. Elle inaugure la redécouverte d'un compositeur, dans la vague des redécouvertes des derniers romantiques tels Bruckner ou Mahler. Le disque permet aujourd'hui de découvrir ses partitions, au-delà des frontières de son pays. Sous le patronage musicologique de Bendt Viinholt Nielsen, les œuvres encore manuscrites sont systématiquement publiées, rendant possible la diffusion plus large d'un compositeur important.

## Style
Le style de la musique de Langgaard est d'abord celui d'un romantique tardif influencé en particulier par Robert Schumann, Gade et Tchaïkovski, mais surtout par Richard Wagner et Richard Strauss, dont il partage les talents d'orchestrateur ; ajoutons le premier Schoenberg, Debussy et Carl Nielsen ensuite. Son langage est optimiste. Il cherche à évoquer l'harmonie entre nature et âme humaine. Il est aussi marqué par le symbolisme, qui évoque Scriabine. 
Avec la Quatrième Symphonie de 1916, on détecte un premier tournant artistique, qualifié par l'apparition de dissonances et une expressivité plus marquée qu'on pourrait nommer « période moderniste ». Par exemple dans Insektarium (1917), pour piano, il demande à l'interprète de frapper sur le bois du piano ou de toucher les cordes avec les doigts, procédé qu'il utilise aussi dans Sfærernes Musik (1918). Dans le second Quatuor à cordes (1918), il figure une locomotive par une musique mécanique. 
Alors que son concitoyen Nielsen prône la simplicité et le réalisme, Langgaard parle en terme d'esprit divin. On ne peut trouver natures plus opposées. Ses relations ambivalentes avec Nielsen trouvent artistiquement un écho dans la Symphonie no 6, sous titrée Ravissement, qui est une sorte de pendant à « L'Inextinguible » (Quatrième Symphonie de 1916) de son compatriote. Le langage de certains passages évoque aussi des œuvres postérieures d'Hindemith. 
En 1924, avec le Quatuor à Cordes no 3, un changement radical s'effectue. Langgaard regarde vers le passé et notamment son compatriote Niels Gade (1817-1890), le plus grand compositeur danois de l'ère romantique, recherchant une pureté classique, « tel un marbre grec » dit Bendt Viinholt Nielsen. Mais le déroutant Langgaard écrit l'année suivante un cinquième quatuor à l'esthétique totalement différente. 
Le cas des symphonies
Parmi les seize symphonies, dont la composition s'étale de 1908 à 1951, il est impossible de tirer clairement une continuité du premier opus au dernier. Il y a trop de ruptures ou des changements radicaux de modèles. Si la première dure une heure, la onzième est expédiée en six minutes. Cependant, on retrouve dans ces œuvres d'orchestre, l'articulation des préoccupations esthétiques. Il cherche des formes nouvelles, sans renoncer à l'esprit esthétique du siècle passé. De la Première à la Sixième (1920) son style est post-romantique, et moderniste dès la Quatrième. Si la Troisième est finalement un concerto pour piano, elle est aussi comme les 2, 8, 14 et 15 dotée d'éléments vocaux (voix soliste ou chœur). On peut trouver aussi des parentés certaines entre deux numéros successifs : les 3 et 4, les 6 et 7 et enfin les 10 et 11, partagent deux à deux un matériel conceptuel comparable.
Après la Huitième symphonie (1928), une interruption d'une quinzaine d'années s'écoule, où il retourne aux claviers ou révise ses premières partitions et celles de son père. Il ne compose sa Neuvième qu'en 1942 après son engagement à Ribe qui lui donne le confort et le calme, pour s'engager dans de vastes travaux de composition. 
Avec les Onzième (1945) et Douzième symphonies (1946), il porte à l'absurde le concept du genre, en réduisant le développement au minimum : jouées ensemble, elles n'occupent qu'un quart d'heure.

## Œuvres
Langgaard est l'auteur de 431 œuvres. Ses domaines sont variés : pièces pour piano (dont des sonates), pour orgue (dont de nombreux préludes) ; musique de chambre (dont six quatuors à cordes, six sonates pour violon et piano) ; des œuvres concertantes ; seize symphonies ; un opéra ; et 150 œuvres vocales dont des mélodies, notamment pour voix et piano, et des pièces pour chœur a cappella ou avec orchestre.
Le catalogue des œuvres a été dressé au début des années 1990 par le musicologue danois Bendt Viinholt Nielsen au moment du centenaire de la naissance du musicien. Le numéro, précédé de BVN, y fait référence.
Certaines des compositions de Rued Langgaard furent fondées sur des pièces inachevées ou retravaillées de son père Siegfried Langgaard, par exemple le concerto pour piano "Fra Arild" (De Arild) de 1938, basé sur le second concerto pour piano inachevé de son père. 
Constance Langgaard, la veuve du musicien, légua les archives en sa possession, dont les partitions, à la bibliothèque royale de Copenhague en 1969.
| Œuvres pour piano et orgue | Musique de chambre | Œuvres pour orchestre | Œuvres vocales |
| -------------------------- | ------------------ | --------------------- | -------------- |

### Claviers
Piano
- Nat paa Sundet, BVN 21 (1907)
- Gitanjali-Hymner, efter Tagore [Hymnes de Gitanjali, d'après Tagore] pour piano, BVN 149 (1920)

1. Din Musiks Glands [Lumière de la musique]
2. Himlen sukker [Grondements du ciel]
3. Den fjerne Sang [Chanson lointaine]
4. Sejlfærd [Voile]
5. Sommerhvisken [Silence d'été]
6. Himmel-Ensomhed [Ciel-solitude]
7. Den hvileløse Vind [Vent sans repos]
8. Tavshedens Hav [La mer du silence]
9. Regnfulde Blade [Pluie de feuilles]
10. Gyldne Strømme [Courants d'or]

- Fantasi-Sonate, BVN 121 (1916) Mouvement unique : Molto agitato e con passione
- « Afgrundsmusik » [Musique d'Abîme], BVN 169 (1921-24) Sous-titre : « une sonate ».
- Sonate pour piano no 1, BVN 197 (1925-28/1933)
- Sonate pour piano no 2 Ex est, BVN 222 (1934-35/1941-45)
- Sonate pour piano no 3 Minder fra Høstens Tid, BVN 268 (1941)
- Vanvidsfantasi [Imagination folle], BVN 327 (1914-16, rev. 1947-49)

1. Vanvidsefteraarsnat
2. Efteraarsengel
3. Vanvidsgang

- Le Béguinage, petite sonate pour piano, BVN 369 (1948-49)
- Hél-Sfærernes Musik [La Musique des Sphères de l'enfer], BVN 371 (1948) Mouvement unique : Efterhaanden vanvittigt Tempo

Orgue
- Fantasia Patetica (Fantaisie pathétique) pour orgue, BVN 19 (1910, pub. 1912 Wilhelm Hansen) Il existe une autre version, BVN 230 de 1935-38, légèrement plus ramassée.
- Toccata en la majeur, BVN 51 (1911, pub. 1912 Wilhelm Hansen)
- Messis - Harvest Time, Drame en trois soirées pour orgue, BVN 228 [a-d] (1935-37/1951-1952, pub. Wilhelm Hansen)

1. Messis, avec chœur final
2. Juan
3. Begravet i Helvede [Plongée en enfer]
4. Postlude

### Chambre
Violon
- Aubade (Morgenständchen), BVN 23 (1907, pub. Wilhelm Hansen)
- Sonate pour violon et piano no 1 « Viole », BVN 94 (1915/1945)
- Sonate pour violon et piano no 2 « Den store Mester kommer » [Le grand Maître vient] (1920-21), BVN 167
- Sonate pour violon et piano no 3, BVN 312 (1945-49)
- Sonate pour violon et piano no 4 « Parce nobis, Jesu ! », BVN 376 (1949)
- Petite sonate pour violon et piano, BVN 372 (1949)
- Écrasez l'infâme, BVN 385 (1949)

Quatuors à cordes
- Quatuor à cordes no 1, BVN 68 (1914-15/1936)
- Quatuor à cordes no 2, BVN 145  (1918)
- Quatuor à cordes no 3, BVN 183  (1924)
- Quatuor à cordes no 4 « Sommerdage » [Jours d'été], BVN 215 (1914-18/1931)
- Quatuor à cordes no 5, BVN 189 (1925/1926-38)
- Quatuor à cordes no 6, BVN 160 (1918-19) En un mouvement.
- Quatuor à cordes en la bémol majeur, BVN 155 (1918)

Autres
- Septuor à vents, BVN 95 (1915)
- Humoreske sextuor pour vents et percussion, BVN 176 (1922-23)
- Dies irae, pour tuba et piano, BVN 342 (1948)

### Orchestre
Symphonies
- Symphonie no 1 Klippepastoraler [Pastorale des récifs], BVN 32 (1908-1911) Création le 10 avril 1913 à Berlin par le philharmonique sous la direction de Max Fiedler. Le titre a été donné seulement en 1946. La symphonie fut créée à Copenhague le 11 avril 1928 dirigée par le compositeur et rejouée seulement en 1984 par Franck Shipway.

1. Brændinger og Solglimt
2. Fjeldblomster [Fleurs de montagne]
3. Sagn [Légende]
4. Opad Fjeldet [Ascension de la montagne]
5. Livsmod [Courage]

- Symphonie no 2 Vårbrud [Éveil du printemps], avec soprano, BVN 53 (mars 1912-mars 1914 - rév. 1926-33) Création novembre 1914 à Copenhague sous la direction de Louis Glass. L'œuvre est redonnée en 1917, puis à Essen et Berlin en 1918, puis en 1922 à Vienne. La version révisée est créée en 1948 par Launy Grøndahl.

À la version de 1914, il ajoute un nouveau mouvement avec soprano et unifie en un seul les deux premiers de l'ancienne version. Les poèmes utilisés sont ceux du poète allemand Emil Ritterhaus, extrait du recueil « Natur » : Lenzklänge (Sonorités de printemps) et Im Lenze (Au printemps).
1. Allegro con anima
2. Lento religioso quasi adagio
3. Molto con moto

- Symphonie no 3 Ungdomsbrus (La melodia) (Frémissement de la jeunesse) avec piano obligé et chœur mixte ad libitum, BVN 96 (1915- mars 1916, rév. 1925 et 1933) Création Copenhague 1918, Victor Schiøler, soliste et le compositeur à la direction. Radiodifusion en 1934 sous la direction d'Emil Reesen, dans la version sans chœur.

La version originale de 1916 est perdue. Elle provenait d'une ébauche de concerto pour piano déjà revu une fois. Il s'agit d'une sorte de concerto pour piano, mais aucune forme ne peut lui être comparée.
1. I. Poco animato festivo
2. II. Grave maestoso
3. III. Allegro ma non troppo

- Symphonie no 4 « Løvfald » [Chute des feuilles] en mi-bémol mineur, BVN 124 (1916, rev. 1920 et 1931) Création 1917 à Copenhague sous la direction de Langgaard et reprise en 1920 à Heidelberg et Darmstatd.

La révision de 1920 abrège la partition d'environ un tiers. La forme en un mouvement est le propos d'un foisonnement de thèmes, d'idées, de jeux sonores. L'œuvre est rejouée à Copenhague en 1919, 1940, 1950 et 1952 – au concert en sa mémoire –, avant d'être la première symphonie enregistrée en 1974, par John Frandsen à la tête de l'orchestre de la radio danoise.
- Symphonie no 5, BVN 191 (vers. originale 1917-18/1926 - version rev. 1931 : porte le BVN 216, avec le sous-titre Steppenatur [Nature de la Steppe]) Création 1919. La version révisée est créée en 1937 à la radio par Launy Grøndahl.

L'histoire de la composition s'étend de 1917 à 1931. D'abord une pièce intitulée Drame de légendes estivales est ébauchée. Puis ce morceau prend le titre de Saga. En 1931, le titre définitif Nature de la Steppe est fixé, mais il reste énigmatique. Même si les cloches utilisées font sonner un motif russe, la musique est bien nordique. Pour Langgaard, la steppe évoque sans doute l'exotisme et le fantastique.
- Symphonie no 6, BVN 165 (1919-20, rév. 1928- novembre 1930, pub. 1946). Création 1923 à Karlsruhe sous la direction du compositeur. Création danoise en septembre la même année ; reprise pour une diffusion radiophonique en 1935 sous la baguette de Launy Grøndahl ; puis en 1937, 1941 et 1949.

Plus tard l'œuvre reçut un titre : Det Himmelrivende [Les cieux en lambeaux]. En un seul mouvement, formé de deux thèmes et cinq variations. Langgaard lui-même expliqua en 1949, pour l'exécution citée plus haut : « Jésus intervint avec autorité et s'en prit à l'esprit malin qui hante les cieux ». Ainsi la partition décrit le combat entre les forces du bien et le mal.
- Symphonie no 7, BVN 188 (vers. originale 1925-26 - version rev. 1930-32 : porte le BVN 212 et le sous-titre Près de Tordenskjold dans l'église de Holmen),
- Symphonie no 8 Minder ved Amalienborg [Mémoires d'Amalienborg[15]] avec chœur mixte, BVN 193 (1926-28, rev. 1929-1934)
- Symphonie no 9 « Fra Dronning Dagmars By » (De la ville de la reine Dagmar), BVN 282 (Ribe, 1942) Création radiophonique en 1943 par Launy Grøndahl.
- Symphonie no 10 « Hin Tordenbolig » (Le séjour du tonnerre) en mi bémol mineur, BVN 298 (1944-45)

Le titre provisoire de la partition était Le Hollandais Volant au-dessus de Kullen, ce rocher suédois où la famille Langgaard passaient les vacances. Langgaard évoque donc la mer.
- Symphonie no 11 « Ixion », BVN 303 (1944-45).

La symphonie est très brève : elle ne dure guère plus de six minutes. Le titre a été donné par l'épouse du compositeur, après coup. Il évoque un personnage de la Mythologie grecque condamné à un supplice perpétuel sur une roue en feu. Langgaard s'était essayé à d'autres titres évocateurs : Terreur solaire, Sous le soleil de Satan, Le diable en personne… Elle réclame quatre tubas, qui doivent être placés devant l'orchestre.
- Symphonie no 12 « Helsingeborg », BVN 318 (1946) Création 1977.

Selon Langgaard lui-même, cette symphonie reprend le programme de sa Première, trente-cinq ans après, mais en concentrant au maximum l'articulation en cinq parties et le réinterprète en un seul mouvement. On y reconnaît le finale (Amok !) en apothéose optimiste, même si le compositeur de la maturité est désillusionné et ne croit plus avoir une mission comme se l'imaginait l'adolescent. Helsingborg, séparé par le détroit, fait face à Elseneur au Danemark.
- Symphonie no 13 « Undertro » (La croyance aux Merveilles), BVN 319 (1946-47) Création 1970.

Le titre de la symphonie — donné par l'épouse de Langgaard — est ambigu (Infidélité, Croyance aux Merveilles) et est peut-être lié au numéro même de celle-ci avec un jeu de mots sur Overtro, « superstition » en danois, comme un titre protecteur. Le motif qui ouvre la symphonie est emprunté à sa Septième. Elle comprend aussi un morceau prévu initialement au sein de la huitième et le matériau inachevé d'une ouverture datée de 1943. L'œuvre appartient à la période qualifiée d'« absurde » par les commentateurs. Le matériau est, en effet, curieux et la cohérence difficile à établir.
- Symphonie no 14 (ou Suite) Morgenen [Le Matin] avec chœur mixte, BVN 336 (1947-48, rev. 1951) Création 1979.

Conçue à l'origine comme partie de la symphonie précédente, Langgaard a préféré donner un nouveau numéro a ces mouvements.
1. I Indledningsfanfare (Fanfare d'introduction, avec chœurs)
2. II Upåagtede morgenstjerner (Étoiles du matin)
3. III Marmorkirken ringer (Cloches de l’église de marbre)
4. IV De trætte står op til livet (Les épuisés se réveillent à la vie)
5. V Radio-Caruso og tvangsenergi (Radio-Caruso et énergie forcée)
6. VI Farmænd farer til kontoret (Les pères se précipitent au bureau)
7. VII Sol og bøgeskov (Forêt de Soleil et de hêtres)

- Symphonie no 15 Søstormen [La Tempête en mer] avec baryton et chœur d'hommes, BVN 375 (1937/1949 - Éd. critique 2002) Création radiophonique en 1976.

Langgaard utilise un poème de Thøger Larsen, Nuit de tempête (1912), et mis en musique dès 1937. Il reprend l'œuvre pour sa symphonie et s'inspire du roman de Georges Rodenbach, Bruges-la-Morte (1892, traduction danoise de 1912) – dont Erich Wolfgang Korngold a tiré son opéra, Die tote Stadt, en 1920. Dans la préface, Langgaard fait un parallélisme entre Ribe et la description de Bruges par le romancier belge, Ribe étant une sorte d'exil pour le musicien et la ville léthargique.
- Symphonie no 16 « Synflod af Sol » [Déluge de soleil], BVN 417 (mars-avril 1951) Création 1966, sous la direction de Francesco Cristofoli.

Langgaard reprend un prélude destiné à une pièce de Strindberg, L'Orage et intitulée Orage dans l'air pour l'inclure dans sa dernière symphonie. Le quatrième mouvement, Élégie provient d'un œuvre inachevée des années 1917 et de thèmes remontant à 1913. L'œuvre est dédiée à l'orchestre national danois qui avait créé nombre d'œuvres à la radio sous la direction de Launy Grøndahl.
Concertant
- Concerto en un mouvement (Koncert i en sats) pour violon et orchestre, BVN 289 (août 1944)

Concerto lumineux, romantique et court (moins de huit minutes), il requiert un piano obligé ce qui en fait par moments un double concerto.
- Interdikt [Interdit], pour orgue et orchestre, BVN 335 (1948) Création radiophonique à Copenhague 1950.

Autres œuvres
- Mort d'un héros (Heltedød) pour orchestre, BVN 24 (1908)
- Sfinx [Sphinx], Tableau musical pour grand orchestre, BVN 37 (1909-10 / rev. 1913, pub. 1914 Wilhelm Hansen)

Composée à seize ans, il s'agit de l'œuvre de Langgaard sans doute la plus jouée, puisqu'elle fut entendue au fameux concert de Berlin où elle fut créée après révision, à Stockholm (1914), Göteborg, Karlsruhe et ensuite plusieurs fois à la radio danoise. Sur la partition le compositeur ajoute une poésie de Victor Rydberg.
- La Mer du Nord (Vesterhavet), mélodrame pour récitant et orchestre, BVN 39 (1911)
- La Danse des muses d'Helikon - Ouverture de concert (Musernes Dans paa Helikon - Koncertouverture) pour orchestre, BVN 185 (1939)
- Musique pour "Le rêve du poète" (Musik til "En Digters Drøm"), musique de scène pour orchestre, BVN 181 (1926)
- Mémoires de Langelinie - Marche de festival (Minder fra Langelinie - Festmarch) pour orchestre à vents, BVN 220 (1933)

### Vocale
- Lenau Moods [Chants de Lenau] pour mezzo-soprano et quatuor à cordes, BVN 138 (1915–1916) poèmes de Thor Lange.

Mélodies
- 5 erotiske Digte [5 poèmes érotiques] pour voix et piano, BVN 99 (1915)
- 10 Digte af Herman Wildenvey [10 poèmes d'Herman Wildenvey] pour voix et piano, BVN 146 (1918)

Avec chœur, soliste et orchestre
- Drømmen (Sinfonia interna) [Le rêve (Sinfonia interna)], BVN 98 (1915-16/1945)

1. Hav og Sol [Mer et soleil], pour soprano (ou mezzo), BVN 102 (version avec chœur de Mike Cholewa d'après les brouillons 1915, rev. années 1940)

- Sfærernes Musik [L'Harmonie des sphères[16]], pour soprano (ou mezzo) solo, chœur et deux orchestres, BVN 128 (1916-18, pub. 1919 Wilhelm Hansen) Un des orchestres est placé en retrait, avec la soprano.
- Endens Tid [La Fin des temps] pour soprano, ténor, baryton, chœurs et orchestre, BVN 243, extraits de l'opéra Antikrist (1940) Création radiophonique à Copenhague en 1945.

Opéra
- Fortabelsen - Antikrist [Damnation - Antéchrist], opéra en deux actes, prologue et six scènes, BVN 192 (1921-février 1923, rev. 1926-1930). La première eut lieu à la radio en 1980, donnée en version de concert en 1986 par Ole Schmidt – gravé au disque pour Emi – et enfin, créée pour la scène à Innsbruck en 1999 par Niels Muus.

## Discographie
Piano
- Musique pour piano - Berit Johansen Tage, piano (12–14/26–27 janvier 2004 - DaCapo 8.226025) (OCLC 811254413)
- Insektarium et autres œuvres pour piano - Rosalind Bevan, piano (1998 - Classico) (OCLC 811472657)

Orgue
- Pièces pour orgue - Ulric Spang-Hanssen,  (12–13 juin 2001 - Classico CLAS-0390) (OCLC 811548940)

Orchestre
- Symphonies no 4, 5 et 6 - OS. Radio danoise, dir. Neeme Järvi (15–17 mai 1991, Chandos CHAN 9064[17]) (OCLC 811243575)
- Symphonies no 2 (vers. 1914) et 3* - OS. Radio danoise, dir. Thomas Dausgaard (Dacapo) (OCLC 811250158)
- Symphonies no 4 et 5 - OS. Radio danoise, dir. Thomas Dausgaard (21–22 août 2001, 23 août 2001, 17/21 juin 1999*, Dacapo) (OCLC 811254862)
- Symphonies no 6, 7 et 8 - OS. Radio danoise, dir. Thomas Dausgaard ( - DaCapo)
- Symphonies no 9, 10 et 11 - OS. Radio danoise, dir. Thomas Dausgaard (avril 1999/janvier 2001/juin 1999 - DaCapo 8.224182) (OCLC 811254343)
- Symphonies no 12, 13 et 14 - OS. Radio danoise, dir. Thomas Dausgaard (octobre 2004/juin 2006, DaCapo 6.220517) (OCLC 811250159)
- Symphonies no 1 - OS. Radio danoise, dir. Thomas Dausgaard (mai 2007, Dacapo 6.220525)
- Symphonies no 15* et 16, Sphinx - Johan Reuter (basse)*, OS. national danois, dir. Thomas Dausgaard (octobre 2004, juin 2006, mai 2007 - Dacapo 6.220519) (OCLC 811325955)
- Musique des Sphères, La Fin du Temps, De l'abîme - Inger Dam Jensen (soprano), Hetna Regitze Bruun (mezzo-soprano), Peter Lodahl (ténor), Johan Reuter (baryton), OS. national danois, dir. Thomas Dausgaard (2010, Dacapo 6.220535) (OCLC 811448581)
- Symphonies nos 2 et 6 - Orchestre philharmonique de Vienne, dir. Sakari Oramo (22-24 avril 2017, 14-16 avril 2018, SACD Dacapo SACD 6.220653) (OCLC 1051429082)

Vocales
- Sfærernes Musik [L'Harmonie des sphères] - Hedwig Rummel, Annette Simonsen (contralto), Orchestre symphonique de la radio danoise, dir. Guennadi Rojdestvenski (février 1996 - Chandos CHAN 9517) (OCLC 811243948)
- Rose Garden, motets et hymnes - Ens. Ars Nova de Copenhague, dir. Tamás Vetö (février 1997 - Dacapo 8.224058 et 6.220561) (OCLC 811254315)
- Antikrist -  OS. National danois, dir. Thomas Dausgaard (1999, Danacord 6.220523-24) (OCLC 811335081)